# Albera Ligure
Albera Ligure é uma comuna italiana da região do Piemonte, província de Alexandria, com cerca de 357 habitantes. Estende-se por uma área de 21,34 km², tendo uma densidade populacional de 17 hab/km². Faz fronteira com Cabella Ligure, Cantalupo Ligure, Fabbrica Curone, Montacuto, Rocchetta Ligure.

## Demografia
| Variação demográfica do município entre 1861 e 2011 |
|                                                     |
| Istituto Nazionale di Statistica (ISTAT)            |